# 龍文彬
龍文彬（1824年—1893年），字擷菁，號筠圃，江西永新澧田南城村人，清朝政治人物，進士出身。
三歲時父母早亡，由叔父撫養長大。六歲時當牧童，用趕牛的竹竿在沙灘畫字。未滿十歲即能文，下筆千言，遂以教書為生。同治四年（1865年）進士，授吏部主事。人稱“古所謂有道君子”。因不滿朝政腐敗，後辭官還鄉，在家鄉授課，名士劉繹有詩讚他：“龍子具史才、善學紫陽筆。古今納懷抱，早兼才學識。”光緒二十二年（1893年）病逝家中。著有《周易繹說》、《永懷堂詩文鈔》、《明會要》。 

## 外部連結
- 龍文彬《明會要》 （页面存档备份，存于） - 中國哲學書電子化計劃